# IFPI Austria
IFPI Austria (IFPI Austria – Verband der Österreichischen Musikwirtschaft)  é a empresa oficial que associa e representa as gravadoras da Áustria, tanto gravadoras grandes e extrageiras como pequenas locais. Também associada ao IFPI.